# Himertosoma rogezianum
Himertosoma rogezianum là một loài tò vò trong họ Ichneumonidae.